# Robin McLeish
Robin McLeish detto Rob (3 settembre 1956) è un ex sciatore alpino canadese.

## Biografia
Discesista puro originario di Kanata (Ottawa), McLeish gareggiò per la nazionale canadese dal 1977 al 1984 e fece parte dei cosiddetti Crazy Canucks, specialisti della discesa libera celebri per la spregiudicatezza e il coraggio con il quale affrontavano le piste; nella stagione 1976-1977 vinse la classifica di specialità di Can-Am Cup, mentre in Coppa del Mondo conquistò due piazzamenti a punti: il 21 gennaio 1983 a Kitzbühel (13º) e il 12 marzo dello stesso anno a Lake Louise (15º). Gareggiò anche in Coppa Europa e si ritirò nel 1984; non prese parte a rassegne olimpiche né ottenne piazzamenti ai Campionati mondiali. È padre di Madison, a sua volta sciatrice alpina.

## Palmarès

### Coppa del Mondo
- Miglior piazzamento in classifica generale: 90º nel 1983

### Can-Am Cup
- Vincitore della classifica di discesa libera nel 1977[2]

### Campionati canadesi
- 2 ori (discesa libera, combinata nel 1981)[1][2][4]